# ブロック・アイランド (CVE-106)
|           |                                                                           |
| 艦歴      |                                                                           |
| 発注:     |                                                                           |
| 起工:     | 1943年10月25日                                                            |
| 進水:     | 1944年6月10日                                                             |
| 就役:     | 1944年12月30日                                                            |
| 退役:     | 1954年8月27日                                                             |
| その後:   | 1960年2月23日に売却                                                       |
| 除籍:     | 1959年7月1日                                                              |
| 性能諸元  |                                                                           |
| 排水量:   | 11,373 トン                                                               |
| 全長:     | 557.1 ft (169.8 m)                                                        |
| 全幅:     | 75 ft (22.9 m)                                                            |
| 吃水:     | 32 ft (9.6 m)                                                             |
| 機関:     | 4基筒蒸気タービン2基2軸 16,000hp                                          |
| 最大速:   | 19ノット (35 km/h)                                                        |
| 航続距離: |                                                                           |
| 乗員:     | 士官、兵員1,066名                                                         |
| 兵装:     | 38口径5インチ単装砲 2基 40mm4連装機銃 3基 40mm連装機銃 12基 20mm機銃 20基 |
| 搭載機:   | 1945年2月現在 「F6F-5N」8機 「F4U-1D」8機 「F6F-5P」2機 「TBM-3」12機     |

ブロック・アイランド (USS Block Island, CVE-106) は、アメリカ海軍の護衛空母。コメンスメント・ベイ級航空母艦の2番艦。艦名はロードアイランド州とその沖合にあるブロック島を隔てるブロック・アイランド湾に因んで命名された。その名を持つ艦としては3隻目。先代のブロック・アイランド (CVE-21) (USS Block Island, CVE-21) は、当代が進水するわずか12日前に沈没した。

## 艦歴
艦は1944年6月10日にサンセット・ベイ (Sunset Bay) としてワシントン州タコマのトッド・パシフィック造船所で、L・J・ヘレンベック夫人（グレゴリー・"パピー"・ボイントン少佐の母）によって進水した。先代を記念してブロック・アイランドと改名され、12月30日に F・M・ヒューズ艦長の指揮下就役した。
アメリカ海兵隊はアメリカ陸軍航空軍およびアメリカ海軍航空隊同様、自前の航空隊を持ち陸上基地から作戦を行っていた。1944年後半になると、陸上基地のみならず空母にも配備され、不足気味だった海軍戦闘飛行隊を補っていた。これと相前後して、上陸作戦に際して海兵隊の航空機を専用の空母に載せて上陸作戦の支援を行ってもらい、海軍の飛行隊は別の任務に使おうという発想が出てきた。このプランに従い、1944年10月に海兵空母飛行群が組織されることとなる。海兵空母飛行群は昼戦用戦闘機8機と夜間戦闘機8機、雷撃機12機を基本の兵力とした。そのうちの第一海兵空母飛行群 (MCVG-1) は、1945年2月にブロック・アイランドに搭載された。かくてブロック・アイランドは、海兵隊専用空母の第一号となった。
ブロック・アイランドは3月20日に真珠湾に向かう。到着すると沖縄進攻に備えての準備と訓練を行う。ブロック・アイランドは4月17日にハワイを出港し、ウルシー環礁経由で沖縄へ向かう。5月3日に沖縄水域に到着すると同時に航空作戦は開始され、6月16日にブロック・アイランドは部隊を離れレイテ島へ向かう。レイテ島サンペドロ湾 (フィリピン)に短期間停泊した後、ボルネオの戦いに参加してマカッサル海峡を通過し、バリクパパン沖に向かう。6月26日から7月6日までバリクパパンの戦いにて航空支援を行い、7月3日早朝には搭載機がバリクパパン南方上空において零式水上偵察機1機を撃墜し、唯一の戦果を挙げた。その後グアムに戻り、同地にて終戦の報を受ける。9月6日から9日にかけてブロック・アイランドは台湾で収容されていた連合国軍捕虜の輸送任務に従事する。10月14日まで極東地域を巡航し、1945年12月11日にサンディエゴに到着する。同地を1946年1月6日に出港し、パナマ運河を通過し20日にノーフォークに到着する。そのまま同地に留まり5月28日に予備役となる。
1946年5月29日にブロック・アイランドはノーフォークからアナポリスへ曳航され、海軍兵学校生のための練習艦としての任務に就く。練習艦の任務は1950年10月3日に終了し、ブロック・アイランドは大西洋予備役艦隊入りするも、半年後の1951年4月28日に再就役を果たし、大西洋艦隊に配属される。1951年6月から1953年11月の間にヴァージニア岬沖での訓練に従事し、4度のカリブ海巡航を行う。また、1953年4月17日から6月26日までイギリス、フランス及びイタリアを訪れている。
1954年1月15日にブロック・アイランドはフィラデルフィアで予備役となり、8月27日に退役する。1957年から1958年にかけて LPH-1 に艦種変更され、強襲揚陸艦への転換が行われる予定であったが、転換は取り消され再び CVE-106 へ変更された。ブロック・アイランドは1959年7月1日に除籍された。
ブロック・アイランドは第二次世界大戦の戦功での2つの従軍星章を受章した。